# Franciszek Michalik
Franciszek Michalik (ur. 10 lipca 1914 w Bottropie, zm. 26 kwietnia 1999 w Katowicach) – polski działacz kupiecki i rzemieślniczy, poseł na Sejm PRL VI kadencji (1972–1976). 

## Życiorys
Syn Jana i Marii. W Polsce międzywojennej ukończył gimnazjum w Rybniku (1933) oraz w 1937 ekonomię na Uniwersytecie Poznańskim (na studiach należał do Korporacji Studentów Górnoślązaków Uniwersytetu Poznańskiego „Odra”), po czym pracował w Centralnym Związku Towarzystw Kupieckich na Pomorzu z siedzibą w Grudziądzu oraz w jego oddziale w Gdyni. 
Po zakończeniu wojny organizował Związek Zrzeszeń Kupieckich w Bydgoszczy i Gdyni (był w tym czasie działaczem Stronnictwa Pracy). W 1948 objął funkcję dyrektora Wojewódzkiego Związku Zrzeszeń Prywatnego Handlu i Usług w Katowicach. W latach 60. był m.in. wicedyrektorem Izby Rzemieślniczej w Katowicach oraz dyrektorem Delegatury Centralnego Związku Rzemieślniczych Spółdzielni Zaopatrzenia i Zbytu (również na Górnym Śląsku). 
W 1960 przyjął legitymację Stronnictwa Demokratycznego, które 1972 wystawiło jego kandydaturę w wyborach do Sejmu VI kadencji. W parlamencie pracował w Komisjach Drobnej Wytwórczości, Spółdzielczości Pracy i Rzemiosła oraz Górnictwa, Energetyki i Chemii. Był także radnym, ponadto należał do Polskiego Czerwonego Krzyża i Towarzystwa Przyjaźni Polsko-Radzieckiej.
Odznaczony m.in. Złotym Krzyżem Zasługi i Krzyżem Kawalerskim Orderu Odrodzenia Polski.